# Peter Donohoe
Peter Donohoe (Manchester, 18 juni 1953) is een Engels pianist.
Peter Donohoe studeerde bij Derek Wyndham aan het Royal Northern College of Music, en later bij Yvonne Loriod in Parijs.
Hij was gedurende enige tijd als percussionist werkzaam bij het  City of Birmingham Symphony Orchestra en heeft met hen in 1974 als pianist in de Orgelsymfonie van Camille Saint-Saëns opgetreden. Het was ook als pianist dat hij de aandacht van het publiek trok, samen met Vladimir Ovchinnikov toen hij in 1982 de tweede prijs op het Internationaal Tsjaikovski-concours won (er werd dat jaar geen eerste prijs uitgereikt).
In 2002 trad hij op tijdens Simon Rattle's inaugureel optreden als chef-dirigent van het Berliner Philharmoniker.
Donohoe's repertoire is extreem gevarieerd. Donohoe zelf schat dat zijn concertrepertoire alleen al zo’n 160 werken omvat, en het bestaat uit romantische en moderne composities, met zowel bekende (zoals die van Tsjaikovski en Rachmaninov en werken van Olivier Messiaen) als minder bekende pianoconcerten (zoals die van Henry Litolff die hij opnam voor Hyperion, Ferruccio Busoni, Dominic Muldowney en Britse componisten uit de twintigste eeuw zoals Arthur Bliss, van wie hij een serie opnam voor Naxos).  Hij speelt ook een uitgebreide reeks van solowerken (zoals de pianosonates van Michael Tippett).